# Martinectes
Martinectes es un género extinto de plesiosaurio del Cretácico Superior (Campaniense) de Norteamérica.

## Taxonomía
Dos enormes especímenes de un plesiosaurio policotílido (KUVP 40001 y 40002) fueron recolectados del Esquisto Pierre de Wyoming y más tarde reportados por Adams en su tesis de maestría de 1977. Más tarde (1997), ella oficialmente los describió como una nueva especie de Trinacromerum (T. bonneri). Desconociendo su trabajo de ese momento, Carpenter (1996) revisó a los Polycotylidae y separó a Dolichorhynchops de Trinacromerum. O'Keefe (2008) demostraron que Trinacromerum bonneri no pertenece a Trinacromerum y lo asignaron a Dolichorhynchops, creando la nueva combinación D. bonneri. Sin embargo, Clark et al. (en prensa) encontraron varios caracteres que distinguen a D. bonneri de la especie tipo Dolichorhynchops, erigiendo el nuevo género Martinectes para D. bonneri.